# Liste der Biografien/Jec
Liste der Biografien |
Portal Biografien |
Personensuche
# |
A |
B |
C |
D |
E |
F |
G |
H |
I |
J |
K |
L |
M |
N |
O |
P |
Q |
R |
S |
T |
U |
V |
W |
X |
Y |
Z |
?
 
Ja |
Jb |
Jd |
Je |
Jh |
Ji |
Jj |
Jl |
Jn |
Jm |
Jo |
Jp |
Jr |
Js |
Jt |
Ju |
Jv |
Jw |
Jy
 
Jea |
Jeb |
Jec |
Jed |
Jee |
Jef |
Jeg |
Jeh |
Jei |
Jej |
Jek |
Jel |
Jem |
Jen |
Jeo |
Jep |
Jeq |
Jer |
Jes |
Jet |
Jeu |
Jev |
Jew |
Jex |
Jey |
Jez
Die Liste der Biografien führt alle Personen auf, die in der deutschsprachigen Wikipedia einen Artikel haben. Dieses ist eine Teilliste mit 37 Einträgen von Personen, deren Namen mit den Buchstaben „Jec“ beginnt.

## Jec

### Jeca
- Jecan, Alexandru (* 1988), rumänischer Tennisspieler

### Jech
- Jech, Thomas (* 1944), tschechischer Mathematiker
- Jechanurow, Jurij (* 1948), ukrainischer Politiker
- Jechesk’el, Avraham (* 1958), israelischer Politiker
- Jechiel ben Josef, französischer Rabbiner, Talmudist und Tosafist
- Jechl, Isa (1873–1961), österreichische Malerin
- Jechner, Bernhard Friedrich Moritz Joseph von (1750–1821), preußischer Generalmajor
- Jecht, Hans (* 1955), deutscher Berufsschullehrer und Fachbuchautor
- Jecht, Horst (1901–1965), deutscher Volkswirtschaftler und Finanzwissenschaftler
- Jecht, Richard (1858–1945), deutscher Historiker der Oberlausitz

### Jeck
- Jeck, Albert (* 1935), deutscher Volkswirt und Hochschullehrer
- Jeck, Léon (1947–2007), belgischer Fußballspieler
- Jeck, Lothar (1898–1983), Schweizer Fotograf
- Jeck, Niklas (* 2001), deutscher Fußballspieler
- Jeck, Philip (1952–2022), britischer Komponist und Künstler
- Jeck, Udo Reinhold (* 1952), deutscher Philosoph
- Jeckel, Johann Christian (1672–1737), deutscher Theologe und Geschichtsschreiber
- Jeckel, Johann Christoph (1731–1813), Hersteller von Hammerklavieren
- Jeckel, Kerstin (* 1960), deutsche Malerin
- Jeckel, Lisa-Marie (* 1993), deutsche Juristin und Politikerin (Freie Wähler), MdL
- Jeckelmann, Claude, Schweizer Basketballspielerin
- Jeckeln, Friedrich (1895–1946), deutscher Politiker (NSDAP), MdR, General der Waffen-SS, Täter des Holocaust, KriegsverbrecherFriedrich Jeckeln (1895–1946)

Friedrich Jeckeln (1895–1946)

- Jecker, Benoît (* 1994), Schweizer Eishockeyspieler
- Jecker, Flurin (* 1990), Schweizer Schriftsteller und Journalist
- Jecker, François-Antoine (1765–1834), französischer Instrumentenbauer
- Jecker, Laurenz (1769–1834), deutscher Nadelfabrikant
- Jecker, Robert (1902–1932), deutscher Motorradrennfahrer
- Jecker-Lambreva, Evelina (* 1963), bulgarisch-schweizerische Schriftstellerin
- Jeckle, Mario (1974–2004), deutscher Informatiker
- Jecklin, Jürg (1938–2021), Schweizer Tontechniker und Hochschullehrer
- Jecklin, Peter (* 1955), Schweizer Schauspieler
- Jecklin, Ruth (1934–2004), Schweizer Volksschauspielerin
- Jecklin, Thomas (1828–1880), deutscher Jurist und Vorsitzender Eisenbahndirektion Saarbrücken
- Jecklin, Wilhelm von (1875–1937), deutscher Offizier und Politiker
- Jecks, Michael (* 1960), britischer Autor historischer Kriminalromane

### Jecm
- Ječmenica, Tatjana (* 1978), serbische Tennisspielerin

### Jecz
- Jeczalik, J. J. (* 1955), britischer Keyboarder und Programmierer